# Ryōsuke Tamura
Ryōsuke Tamura (japanisch 田村 亮介 Tamura Ryōsuke; * 8. Mai 1995 in der Präfektur Nara) ist ein japanischer Fußballspieler.

## Karriere
Tamura erlernte das Fußballspielen in der Jugendmannschaft von Kyoto Sanga FC. Hier unterschrieb er 2014 auch seinen ersten Vertrag. Der Verein aus	Kyōto spielte in der zweiten japanischen Liga, der J2 League. 2015 wurde er an den Erstligisten Sagan Tosu nach Tosu ausgeliehen. 2016 kehrte er zu Kyoto Sanga FC zurück. Nach insgesamt 24 Ligaspielen für Kyoto wechselte er 2019 zum Drittligisten Fukushima United FC. Für den Verein aus Fukushima absolvierte 68 Drittligaspiele. Im Januar 2021 zog es ihn nach Südkorea, wo er einen Vertrag beim FC Anyang unterschrieb. Mit dem Fußballfranchise aus Anyang spielte er 19-mal in der zweiten südkoreanischen Liga. Nach einer Saison kehrte er nach Japan zurück. Hier nahm ihn der Drittligist Gainare Tottori unter Vertrag. Bei dem Verein aus Tottori stand er zwei Spielzeiten unter Vertrag. Hierbei stand er 55-mal auf dem Spielfeld. Im Januar 2024 wechselte er zum ebenfalls in der dritten Liga spielenden Nara Club.